# 한남역
한남역(漢南驛, Hannam station)은 서울특별시 용산구 한남동 한남대교 북단에 있는 수도권 전철 경의·중앙선의 철도역이다. 부기역명은 인근에 단국대학교가 있어서 단국대앞이었으나 2007년 하반기 단국대학교가 용인시 죽전으로 이전하면서 부기역명 삭제하였다.

## 역사
- 1980년 4월 1일 : 배치간이역으로 영업 개시
- 1992년 7월 25일 : 부기역명 "단국대앞" 부기
- 1997년 7월 10일 : 을종승차권대매소 지정
- 2005년 12월 15일 : 수도권 전철 1호선에서 수도권 전철 중앙선으로 분리와 함께 역번호를 K129에서 K113으로 변경
- 2007년 하반기 : 단국대학교가 용인시 죽전으로 이전하면서 부기역명 폐지

## 역 주변
- 한남대교
- 순천향대학교 서울병원
- 주한 르완다 대사관
- 주한 슬로바키아 대사관
- 주한 아프가니스탄 대사관
- 주한 태국 대사관
- 주한 캄보디아 대사관
- 주한 타지키스탄 대사관

## 역 구조
2면 2선의 상대식 승강장을 갖춘 지상역이다. 스크린도어가 설치되어 있다.

### 승강장
| ↑ 서빙고 |
| \| １    |
| 옥수 ↓   |

| 1 | ● 수도권 전철 경의·중앙선 | 회기 · 망우 · 구리 · 덕소 · 용문 · 지평 방면 |
| 2 | ● 수도권 전철 경의·중앙선 | 이촌 · 용산 · 서강대 · 금촌 · 문산 방면      |

## 그외
- 가수 싸이의 노래 〈Right now〉 뮤직비디오 중 일부가 촬영되었다.

## 이용객 변동
| 노선          | 노선 | 일평균 인원수 (명/일) | 일평균 인원수 (명/일) | 일평균 인원수 (명/일) | 일평균 인원수 (명/일) | 일평균 인원수 (명/일) | 일평균 인원수 (명/일) | 일평균 인원수 (명/일) | 일평균 인원수 (명/일) | 일평균 인원수 (명/일) | 일평균 인원수 (명/일) | 각주  |
| 노선          | 노선 | 2000년                | 2001년                | 2002년                | 2003년                | 2004년                | 2005년                | 2006년                | 2007년                | 2008년                | 2009년                | 각주  |
| ------------- | ---- | --------------------- | --------------------- | --------------------- | --------------------- | --------------------- | --------------------- | --------------------- | --------------------- | --------------------- | --------------------- | ----- |
| 1호선(중앙선) | 승차 | 7,066                 | 7,606                 | 7,927                 | 8,260                 | 6,159                 | 5,570                 | 5,137                 | 4,535                 | 3,851                 | 4,012                 | [ 3 ] |
| 1호선(중앙선) | 하차 | 5,913                 | 8,037                 | 6,935                 | 7,889                 | 6,084                 | 5,663                 | 5,230                 | 4,618                 | 3,846                 | 3,986                 | [ 3 ] |
| 노선          | 노선 | 일평균 인원수 (명/일) | 일평균 인원수 (명/일) | 일평균 인원수 (명/일) | 일평균 인원수 (명/일) | 일평균 인원수 (명/일) | 일평균 인원수 (명/일) | 일평균 인원수 (명/일) | 일평균 인원수 (명/일) | 일평균 인원수 (명/일) | 일평균 인원수 (명/일) | 각주  |
| 노선          | 노선 | 2010년                | 2011년                | 2012년                | 2013년                | 2014년                | 2015년                | 2016년                | 2017년                | 2018년                | 2019년                | 각주  |
| 경의·중앙선   | 승차 | 4,099                 | 4,084                 | 4,128                 | 4,214                 | 4,189                 | 4,371                 | 4,456                 | 4,424                 | 4,334                 |                       | [ 3 ] |
| 경의·중앙선   | 하차 | 4,112                 | 4,116                 | 4,167                 | 4,234                 | 4,161                 | 4,343                 | 4,464                 | 4,397                 | 4,216                 |                       | [ 3 ] |

## 사진

서빙고역 방면 선로. 역을 지나고 급격한 곡선 선로가 시작된다. (스크린도어 설치 전)
강변북로. 역사 바로 옆에 강변북로가 지나간다. (스크린도어 설치 전)
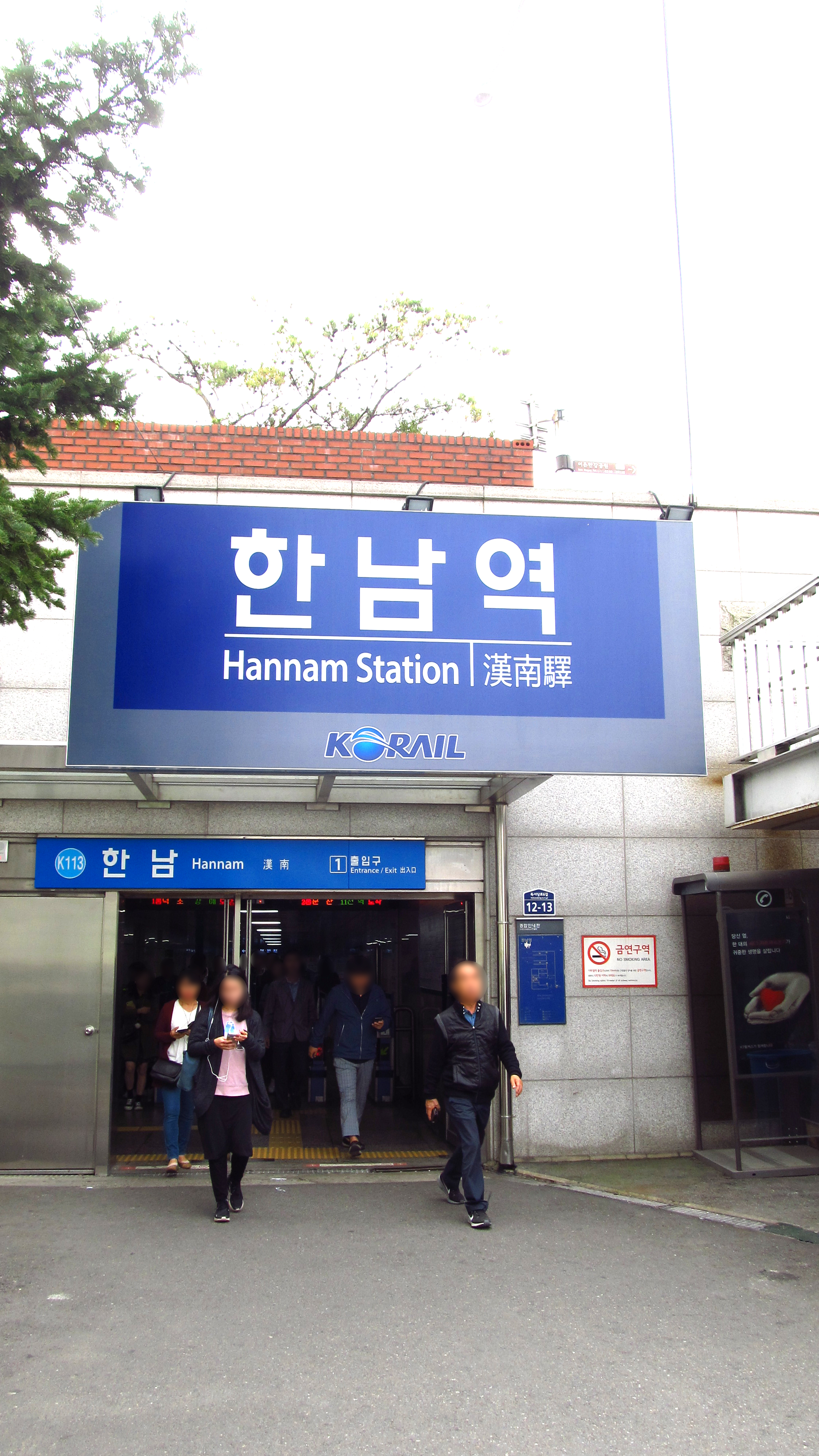
한남역 1번출구. 출구가 하나밖에 없기 때문에 이곳으로 많은 사람들이 오간다.
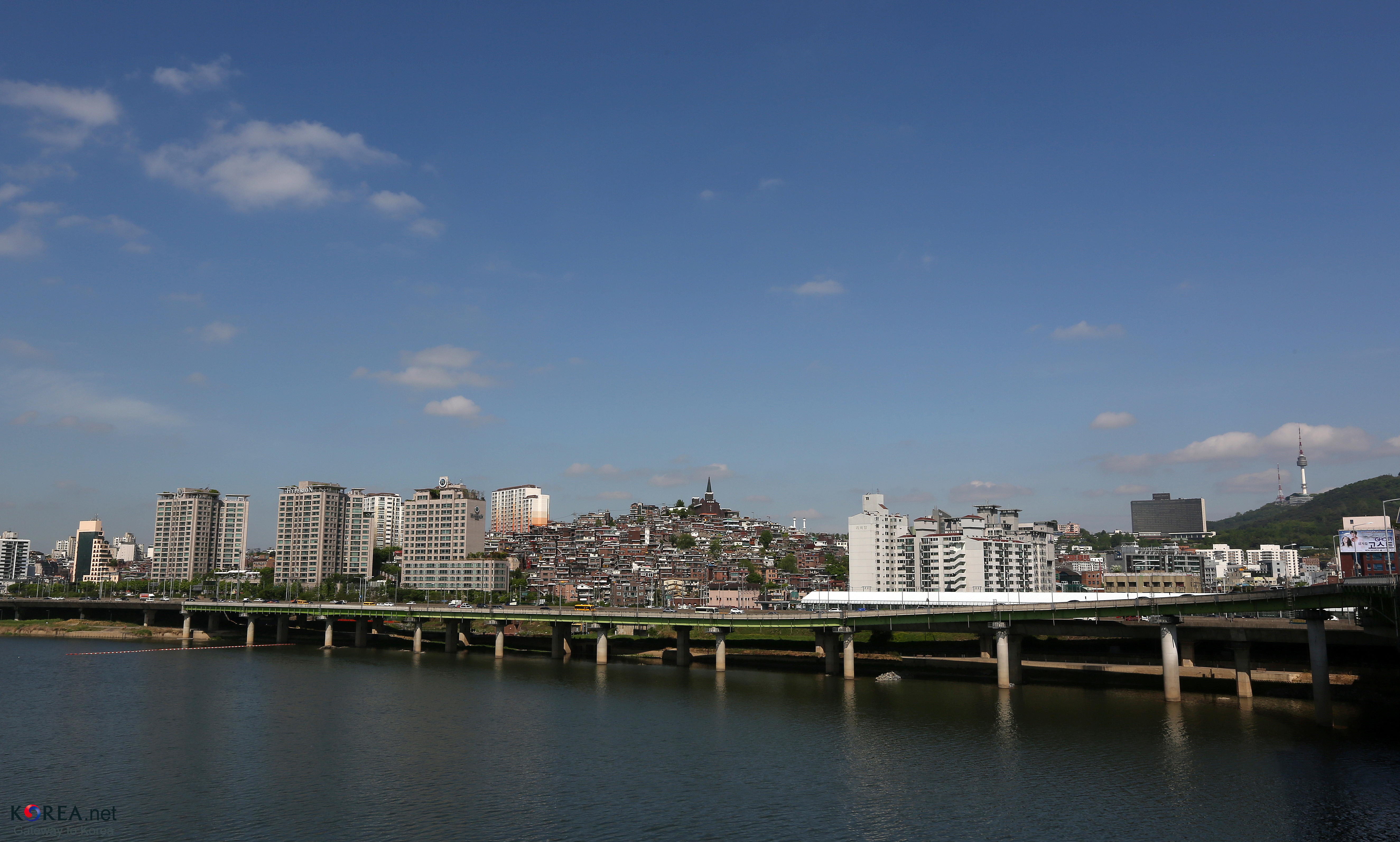
한남대교에서 본 한남역의 모습. 이 사진에서 우측에 있는 아파트 앞에 흰 지붕이 있는 역이 한남역이다.

## 인접한 역
| 경원선                          | 경원선                                               | 경원선                        |
| ------------------------------- | ---------------------------------------------------- | ----------------------------- |
| K112 서빙고 문산 방면 문산 방면 | ● 수도권 전철 경의·중앙선 본선 완행 경의선 본선 급행 | K114 옥수 지평 방면 용문 방면 |

## 같이 보기
- 죽전역